# Pulosari (Kalapa Nunggal)
Pulosari is een bestuurslaag in het regentschap Sukabumi van de provincie West-Java, Indonesië. Pulosari telt 8496 inwoners (volkstelling 2010).